# Oberndorf an der Melk
Oberndorf an der Melk là một đô thị thuộc huyện Scheibbs trong bang Niederösterreich, Áo.